# 엘틈 AFC
엘틈 AFC(영어: Eltham AFC) 북섬 타라나키 지방의 엘틈에 연고를 둔 뉴질랜드 축구단이다. 홈구장은 타우마타 파크를 사용한다.

## 역사
엘틈의 초기 축구 클럽은 1906년 4월 엘틈 파이어 브릿지 역에서 열린 회의에서 20명의 회원이 등록되고 Mr. WH 하친슨이 비서로 임명되었다. 엘틈은 카퐁가 및 하웨라와 함께 1906년 5월 타라나키 풋볼 유니온에 가입했다 클럽은 1906년 최초이자 유일한 타라나키 챔피언십에서 우승했으며 잉글우드 에서 열린 결승전에서 뉴플리머스를 꺾었다.
클럽의 홈그라운드가 내려다보이는 타우마타 파크의 관람석은 엘틈의 제2차 세계대전 기념관이다. 1957년 8월 10일에 개장했다.

## 기록
두프 로즈 보울(타라나키 최고의 녹아웃 트로피): 2009, 2018
센트럴 풋볼 연맹 컵: 2018